# 알콕시기
알콕시기(alkoxy group)는 화학에서 산소와 결합된 알킬 (탄소와 수소 연쇄) 기이다. (R—O) 알콕시기의 범위는 큰 편이며, 가장 단순한 것으로는 메톡시기(-OCH3)가 있다. 에톡시기(-OCH2CH3)는 에톡시 벤젠으로도 불리는 유기화합물 페네톨 C6H5OCH2CH3에서 볼 수 있다.
알킬이나 아릴과 결합한 알콕시기나 아릴록시기(R1—O—R2)는 에테르이다. H와 결합하면 알콜이 된다. 알콕시화물(RO–)이 이온이나 염 형태이다.